# Luftfahrtmuseum Finowfurt
Das Luftfahrtmuseum Finowfurt gehört zu den Luftfahrtmuseen in Brandenburg. Auf der Teilfläche des ehemaligen Militärflugplatzes Eberswalde Finow, ca. 23 ha, werden etwa 25 Flugzeuge, Hubschrauber, Raketen, Schienenfahrzeuge, Cockpits, Navigationsinstrumente, Triebwerke und ca. 60 historische Fahrzeuge im Rahmen von acht thematisch gegliederten Ausstellungen präsentiert. Seit 1992 haben ca. 1,2 Millionen Gäste das Museum besucht. Träger des Luftfahrtmuseums ist seit der Gründung der Verein Luftfahrtmuseum Finowfurt e. V. Er ist Mitglied im Museumsverband Brandenburg, im Deutschen Luftwaffenring und in mehreren regionalen Verbänden.

## Konzept
Ziel der Museumsarbeit ist es, die Geschichte der Luftfahrt, insbesondere für den Nord-Ost-Bereich Brandenburgs und besonders am Standort Eberswalde – Finow zu bearbeiten und der Öffentlichkeit zugänglich zu machen. Mit Dauer- und Sonderausstellungen, Fachtagungen und Führungen werden die Ergebnisse der musealen Arbeit vorgestellt. Dabei soll der methodische Grundsatz „Geschichtliche Prozesse am Schicksal und der Tätigkeit von Menschen“ dargestellt werden. Die Arbeit im Museum wird von ehrenamtlichen Mitgliedern des Vereins und Amateurfachleuten getragen. Der Verein hat einen von vier Staffelbereichen eines zuletzt von sowjetischen Luftstreitkräften genutzten Flugplatzes in der Größe von ca. 23 ha käuflich erworben und ihn seit 1993 in seiner Struktur mit allen Gebäuden und infrastrukturellen Einrichtungen in seiner Originalität und Funktionalität erhalten. Diese Einheit von historischer Technik an einem Originalstandort ist sowohl als Filmlocation als auch als Ort für kulturelle Großveranstaltungen bekannt. Die Museumsstruktur umfasst ebenfalls eine Fachbibliothek und eine Werkstatt für Restaurierungs- und Reparaturarbeiten.

## Standort

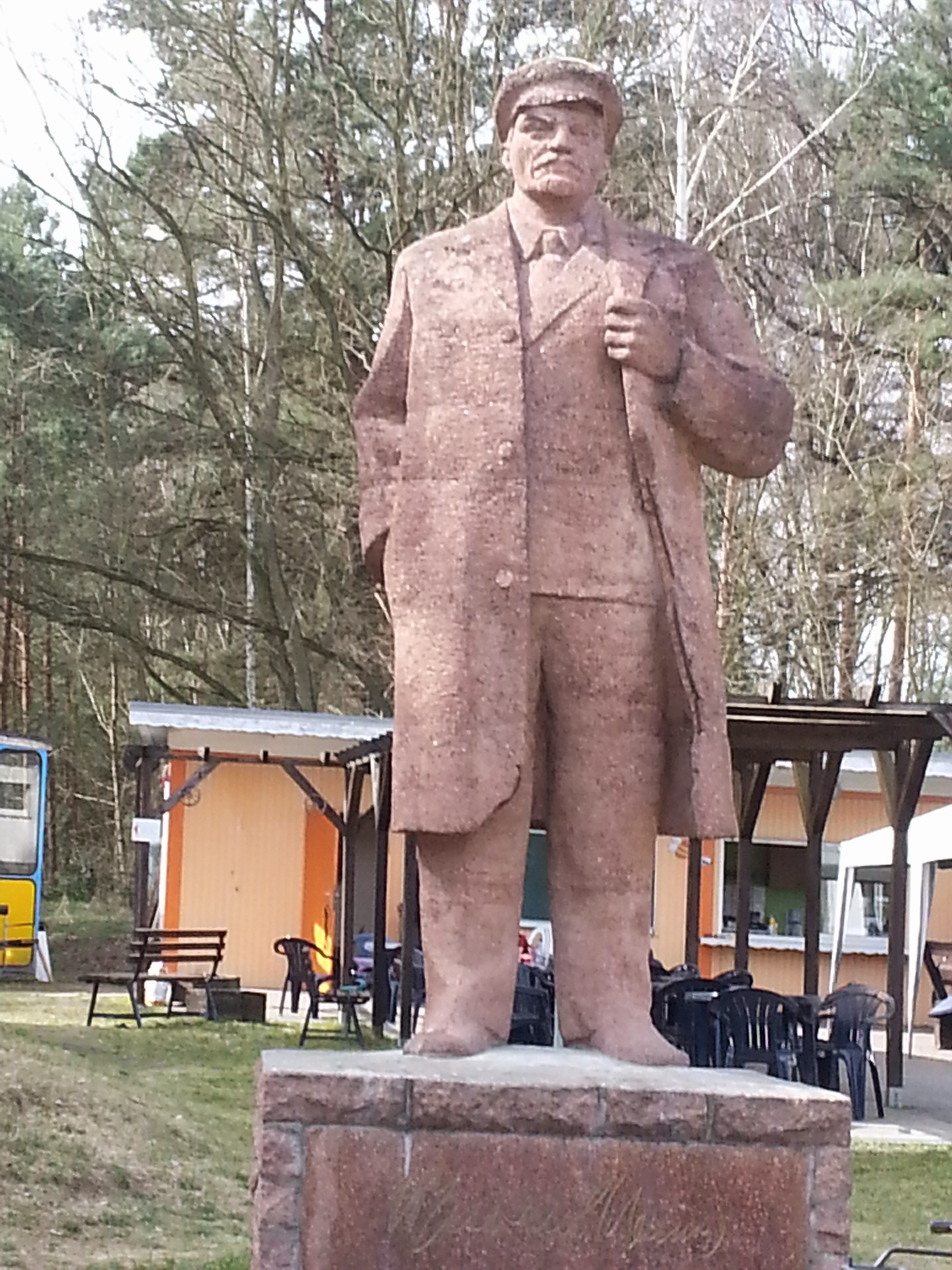
Leninstatue auf dem Museumsgelände

Das Luftfahrtmuseum nutzt den nordwestlichen Teil eines 1993 von den sowjetischen Luftstreitkräften aufgegebenen Militärflugplatzes. Auf einer Fläche von 23 ha wurden in den 1970er Jahren insgesamt zwölf Shelter und Munitionsbunker sowie ein größeres Staffelgebäude (4. Staffel) gebaut. Diese Infrastruktur wurde ab 1990 vom Museumsverein in Nutzung genommen. Da sich auf fast allen ehemaligen sowjetischen Militärflugplätzen auf deutschem Boden nach 1993 eine Umnutzung und Konversion (gewerbliche Nutzung, Lagerhallen, Photovoltaikanlagen) vollzogen hat, besitzt der Staffelkomplex 4 auf dem Flugplatz Eberswalde-Finow (Luftfahrtmuseum) ein Alleinstellungsmerkmal. Lediglich eine neue Zufahrtsstraße zum Straßennetz wurde 2004 gebaut. An Betonbauten lassen sich 40-jährige Sukzessionsprozesse im Pflanzen- und Tierbereich beobachten (u. a. Fledermauspopulationen). 
Auf der Grundlage eines Pachtvertrages werden vom Museum sporadisch Teile einer 60 ha großen Liegenschaft genutzt, die bis 1993 als Versorgungsbasis für alle im Bereich Eberswalde stationierten sowjetischen Truppen diente. Auf diesem Gelände, das sich in unmittelbarer Nähe zur Westgrenze des Museums befindet, gab es eine Bäckerei und eine Schule für die Ausbildung von Bäckern der Roten Armee. Am Eingang des Museums befindet sich seit 2013 eine Leninstatue, die ehemals auf dem Gelände einer Kaserne der Sowjetarmee in Eberswalde stand.

## Hintergründe der Museumsgründung
Zu Zeiten der DDR gab es ca. 1500–2000 Amateur-Luftfahrthistoriker die sich in einer lockeren Organisationsstruktur (Kulturbundarbeit; Interessengemeinschaft „Otto Lilienthal“ der Interflug-Luftfahrtgesellschaft) regelmäßig trafen. Diesem Interesse stand die Tatsache gegenüber, dass es bis 1990 in der DDR kein auf das Thema Luftfahrt spezialisiertes Museum gab (lediglich Abteilungen im Verkehrsmuseum Dresden; dem Armeemuseum Potsdam und im regionalen Lilienthalmuseum Anklam). Nach der Wende wurden ab 1990 neue Museumsgründungen gefördert. Heute gibt es mit ca. 25 insbesondere privat geführte Museen, Sammlungen und militärhistorischen Einrichtungen auf dem Gebiet der ehemaligen DDR die wohl größte Dichte derartiger Einrichtungen in Deutschland. Das Luftfahrtmuseum Finowfurt gehört mit der Vereinsgründung im März 1991 zu den frühesten Initiativen. Gemeinsam mit der Führung der sowjetischen Einheiten auf dem Platz Finowfurt und einigen Politikern gelang es, erste Aktivitäten zur Museumsgründung ohne öffentliche finanzielle Unterstützung einzuleiten. Im Frühjahr 1992 war mit der Museumseröffnung der erste Schritt vollzogen. Auffanggesellschaften und kommunale Träger wurden für sogenannte Arbeitsmarktprojekte benötigt, diese Situation nutzten die verantwortlichen Museumsgründer. Einige hundert arbeitslose Bürger aus der Umgebung fanden insbesondere in der Zeit von 1991 bis 1998 auf dem Museumsgelände eine Beschäftigung.

## Geschichte

### Zeitabschnitt von 1910 bis 1945
In der Pionierzeit der deutschen Fliegerei waren beispielsweise um 1912 Eberswalder Bürger in Johannisthal aktiv. Danach erlosch das Interesse der Politiker an diesem Bereich der technischen Entwicklung, abgesehen von einigen kleineren Episoden. Erst mit der Machtergreifung der Nationalsozialisten 1933 intensivierte sich das Bemühen, fliegerischen Nachwuchs auszubilden. Die Segelflugausbildung stand dabei im Mittelpunkt. 1940/41, also spät im Vergleich mit anderen Flugplätzen in dieser Zeit wurden die Arbeiten für einen Einsatzflughafen abgeschlossen. Gleichzeitig entstand am Standort ein sogenanntes Luftzeugamt (LZA) durch personelle und strukturelle Umverlagerung vom LZA Jüterbog nach Finow (die Bezeichnung „Finow“ ist korrekt, da dieser Flugplatz damals zum Stadtgebiet Finow gehörte). Dieser Platz wurde bis zur Endphase des Zweiten Weltkrieges vor allem für die Ausbildung und die Qualifizierung der Piloten, die Versorgung der Ostfront mit Nachschub (LZA) und die frontnahe Umrüstung von Kampfflugzeugen genutzt. Gegen Ende des Krieges wurde die Belegung des Platzes mehrseitiger. Schlachtflieger-, Jagdflieger – und Aufklärereinheiten wechselten sich in rascher Folge ab. Die erste Staffel des sogenannten Kampfgeschwaders 200 war in Verbindung mit seiner technischen Kapazität ab Mitte 1944 in Finow präsent. Trotz großer Geheimhaltungsanstrengungen gerade dieses Verbandes konnten vom Museum neue Einzelheiten zum Wirken dieser Einheit aufgezeigt werden.
Ein weiteres Kapitel ergibt sich mit der Stationierung unterschiedlicher Nachtjagdeinheiten und der Verbindung zu den damit verbundenen technischen Geräten, die vor allem von der Erprobungsstelle Werneuchen getestet wurden. Auch die sogenannten Sondereinsatzwaffen lassen sich ab 1945 bei den Kämpfen zwischen Oder und Berlin auf dem Flugplatz Finow nachweisen. Rudels „Kanonenstuka“ wie auch die mit Panzerfäusten nachgerüsteten Schulflugzeuge, die Bücker 181, und die sogenannte „Mistelgespanne“ waren zu kurzen Besuchen auf dem Platz. Diese und andere Maßnahmen konnten die Niederlage des NS-Regimes nicht verhindern. Ende April 1945 räumten die letzten deutschen Truppen den Platz. 
Die hier kurz beschriebenen Abläufe werden in einer thematisch gegliederten Gesamtausstellung zum Thema „Militärflugplatz Finow im Zweiten Weltkrieg“ weiter vertieft. Besonderes Augenmerk wird dabei auf die Darstellung von Flugzeugabstürzen in dieser Region bis 1945 gelegt. Durch die intensiven Luftkämpfe besonders nach 1943 finden sich hier zahlreiche Absturzstellen von amerikanischen Bombern, sowjetischen Kampfflugzeugen, britischen Begleitjägern und deutschen Jagdflugzeugen. Die zum Teil sehr komplizierte Bergungs- und Aufklärungsarbeit wird vom Museum mit hohem Aufwand betrieben. In vielen Fällen konnten die Schicksale der Piloten konkret und sicher nachgewiesen werden. Diese Arbeit hat dem Museum den Dank vieler betroffener Familien im In- und Ausland gebracht. Für die Museumspädagogische Arbeit sind diese Ergebnisse besonders wichtig – erfüllen sie doch den selbst gewählten Grundsatz, komplizierte geschichtliche Abläufe anhand persönlicher Schicksale zu erklären. Beispiele für diese Arbeit können im Hauptgebäude des Museums und im Shelter Nr. 3 in unmittelbarer Nähe besichtigt werden.

### Zeitabschnitt von 1945 bis 1993
Dieser Zeitraum, in dem der Flugplatz von den sowjetischen Luftstreitkräften genutzt wurde, ist gekennzeichnet von zahlreichen Wechseln der Einheiten und größeren Erweiterungsbauten. Zunächst waren 1945 Kampfeinheiten mit Schlachtflugzeugen IL-2 und amerikanischen Jagdflugzeugen vom Typ P-39 stationiert. Mit der ständigen Stationierung der 16. Luftarmee der sowjetischen Okkupationsarmee auf deutschem Boden wurden verstärkt Frontbombereinheiten in der Nähe von Berlin und so auch in Finow konzentriert. Zuvor gab es noch ein kurzes Zwischenspiel beim Einsatz erster Jagdflugzeuge mit Strahltriebwerken MiG-15, die auf dem Platz montiert wurden. In den 1960er Jahren wurden die damals modernsten Jagdflugzeuge, Jagdbomber und Aufklärer aus der Familie der Jak-27 und Jak-28 auf diesem Platz stationiert bzw. über diesen Platz durch Überführungsflüge auf andere Plätze verteilt. Bei einem dieser Flüge stürzte am 6. April 1966 eine Jak-28P in den Stößensee im damaligen britischen Sektor Berlins. Die damals im In- und Ausland stark beachtete Absturz- und Bergungsaktion wurde vom Museum intensiv untersucht und die Ergebnisse mit Zeitzeugen auch aus den Familien der abgestürzten Piloten in Russland ausgetauscht. In Sonderausstellungen, durch spezielle Führungen und durch eine deutsch-russische Buchveröffentlichung kann das Wissen zu diesem und anderen Kapiteln des sogenannten Kalten Krieges vertieft werden. Nach Untersuchungen von L. Freund u. a. sind während des Kalten Krieges in Ostdeutschland auf sowjetischer Seite ca. 600 Piloten und Besatzungsmitglieder ums Leben gekommen. Wir kennen heute nur in wenigen Fällen die Namen der Verunglückten und wissen noch weniger über die Umstände und die Schicksale der Menschen. Ähnlich wie bereits am Geschehen des Zweiten Weltkrieges herausgestellt, konzentriert sich die Arbeit des Museums gerade auf diese individuellen persönlichen Aspekte. 
Durch intensive Bauarbeiten wurden besonders Anfang der 1970er Jahre die Länge der Start- und Landebahn vergrößert und etwa 58 Flugzeugshelter aus Beton gebaut. Dieser stark vergrößerte Platz wurde dann ab Mitte 1971 vom 787. Jagdfliegerregiment, zuerst ausgerüstet mit Jagdflugzeugen vom Typ MiG-21, belegt. Später flogen hier Staffeln mit MiG-23-Varianten. Besonders interessant war die bisher nur in Finow nachgewiesene Verlegung von zwei Staffeln des sowjetischen Abfangjägers MiG-25P und PD ab 1982. Diese Stationierung war die sowjetische Antwort auf die Verlegung amerikanischer Spezialaufklärungsflugzeuge vom Typ SR-71 Blackbird auf Plätze in Südengland. Durch eine spezielle Fachtagung 2013 zu diesem Thema und den persönlichen Erinnerungen eines MiG-25-Piloten zu seinen Einsätzen in Finow und deren Zusammenfassung in Buchform konnten neue Beiträge zu diesem äußerst gefährlichen Kapitel des Kalten Krieges geleistet werden. Ab 1989 wurde das 787. Regiment mit einem des damals modernsten und leistungsfähigsten Jagdflugzeugs vom Typ MiG-29S ausgerüstet. Diese Jagdflugzeuge waren bis zum Abzug 1993 im Einsatz. Eine besondere Ausstellung befasst sich mit der Entwicklung und den Einsatzgrundsätzen dieses Flugzeuges.

### Zeitabschnitt seit 1993
Bereits kurz nach der Wende wurde durch entsprechende Veröffentlichungen bekannt, dass die ab 1993 frei werdende Militärliegenschaft des Flugplatzes ein reges Interesse bei Investoren und einigen Unternehmern finden würde. Es kursierte damals der Ausspruch eines Abgeordneten, wonach angeblich am Flugplatz bereits „kreisende Haie“ gesichtet wurden. Damit sollte der Prozess der Privatisierung beschleunigt werden. So kam es dann auch. Die Interessenten konnte man kommen und gehen sehen. Der Flugplatz war zeitweilig ein Spekulationsobjekt. Im Grunde haben bis heute nur zwei Initiativen aus der Anfangszeit 1991 überlebt – eine Flugschule auf der Ostseite und das Luftfahrtmuseum auf der Westseite des Platzes. Dazwischen liegen heute riesige Photovoltaikfelder. Diese hier nur kurz geschilderten Prozesse werden gegenwärtig aufgearbeitet und sollen in einer Sonderausstellung 2016 vorgestellt werden.

## Zeittafel zur Museumsgeschichte
| Datum              | Geschehen |
| ------------------ | --- |
| 16. Mai 1991       | Sowjetische Angehörige des Flugplatzes, Wissenschaftler und Hobbyhistoriker der Region gründeten den Trägerverein Interessengemeinschaft Flugplatz Finow. |
| März 1991          | Der Kreistag Eberswalde diskutierte Möglichkeiten der zivilen Nutzung des Flugplatzes Finow, Museumskonzepte wurden vorerst abgelehnt. |

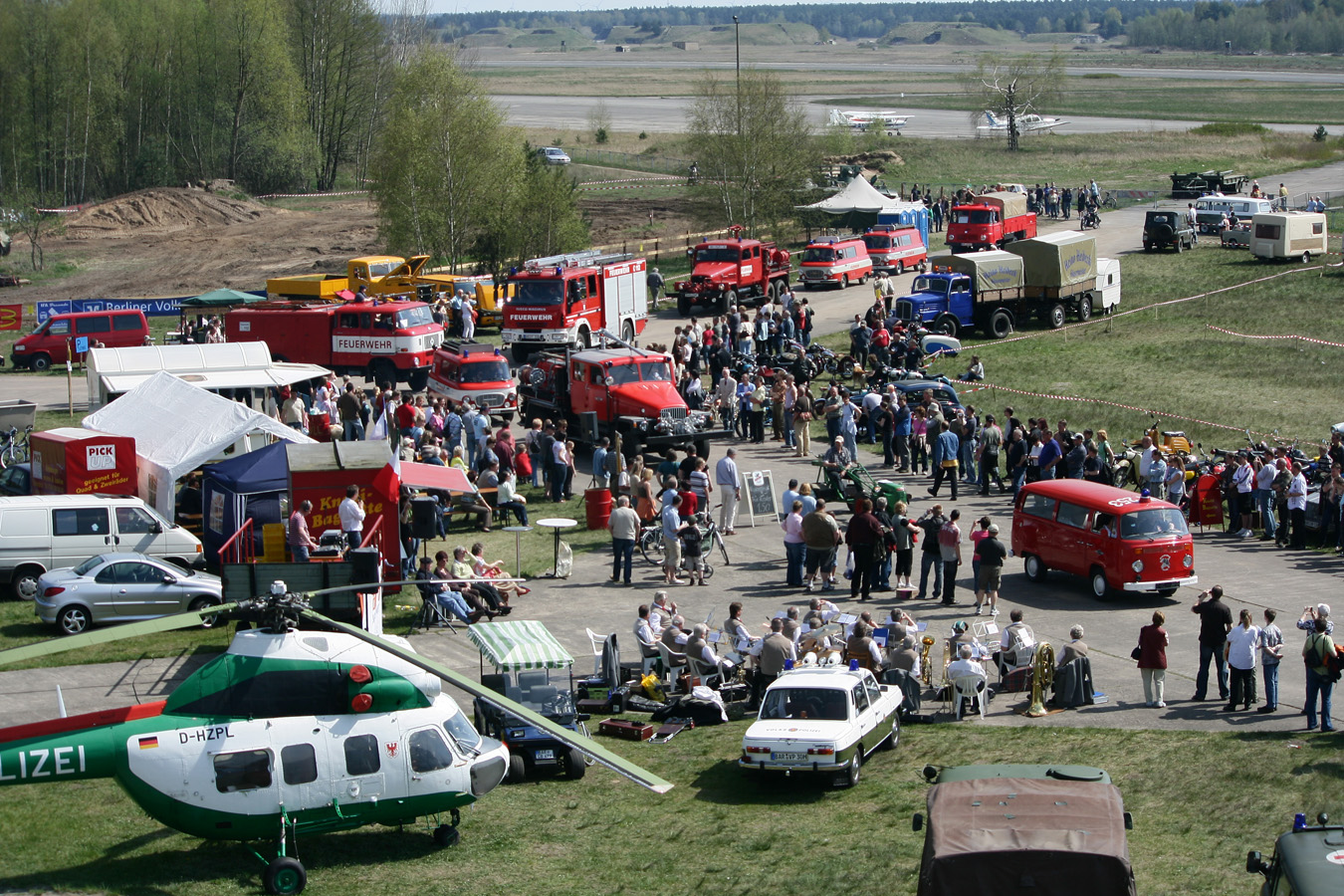
Ein Polizeihubschrauber Mil Mi-2 beim Ostfahrzeugtreffen

| 26. Juni 1991      | Das Bundesministerium der Verteidigung verzichtete auf eine militärische Nachnutzung des Flugplatzes Finow. |
| 18. Aug. 1991      | Die Interessengemeinschaft organisierte den 1. Tag der offenen Tür auf dem Flugplatz Eberswalde-Finow, zu dem ca. 60–80 Tausend Besucher kamen. Die Zielstellungen des Trägervereins wurden erstmals der Öffentlichkeit vorgestellt. |
| 1992               | Die Gemeinde Finowfurt und die sowjetischen Luftstreitkräfte schlossen einen Vertrag zur zukünftigen gemeinsamen Nutzung des Flugplatzes bis zum Abzug der Truppen. Für die Einrichtung eines Museums wird darin die Überlassung des Geländes der 4. Staffel vereinbart.                                                                                 |
| März 1992          | Die erste Ausbaustufe des Museums mit der offiziellen Bezeichnung: „Luftfahrthistorische Sammlung Finowfurt LHS“ wurde eröffnet. |
| März bis Aug. 1992 | Das Museum konnte Großfluggeräte wie Hubschrauber Mi-8, ein Verkehrsflugzeug Tu-134, ein Agrar-Flugzeug und Jagdflugzeuge MiG-21, MiG-23 übernehmen. |
| 26. Sep. 1992      | Das Museumsgelände ist komplett und die LHS wurde von hochrangigen Politikern im Rahmen einer Feierstunde eröffnet. Die Freigabe zur ganzjährigen Nutzung der Sammlung erfolgte. |
| 10. Mai 1993       | Das 787. Jagdfliegerregiment als letzte sowjetische Fliegereinheit verabschiedete sich auf dem Flugplatz. Die wenigen nachgeordneten politischen Vertreter der deutschen Seite versprachen unter anderem eine zukünftige zivile Nutzung und die Wahrung des Andenkens des sowjetischen Engagements bei der fast fünfzigjährigen Nutzung des Flugplatzes. |
| 1994–1998          | Das Museumsgelände wird ausgebaut und mittels Nutzung der Arbeitsmarktprojekte: • Erste Luftfahrtarchäologische Projekte • Rettung seltener Flugzeuge vor der Verschrottung: Jak-28R; An-2 erweitert. |
| 1998               | Der Status „Luftfahrtmuseum des Landes Brandenburg“ wurde nach Antragstellung und Verteidigung durch das Brandenburgische Kulturministerium verliehen. |
| 1998               | Der Trägerverein benannte sich in „Luftfahrtmuseum Finowfurt e. V.“ um; er ist rechtlicher und organisatorischer Nachfolger der LHS. |
| seit 2000          | Es gibt Versuche zur Nutzung der großen Außenflächen für Großveranstaltungen (Roadrunner’s Festival RACE61) |
| seit 2000          | In Verbindung mit diesen Veranstaltungen stehen die insgesamt 16 Filmprojekte bekannter Filmproduktionen, die auf dem Gelände des Museums entstanden. |
| seit 2003          | Jährliche Großveranstaltungen wie Roadrunners, Ostfahrzeugtreffen und Treffen des Chaos-Computer-Clubs (CCC) (2007 und 2011) finden statt. Diese und zahlreiche kleinere öffentliche Veranstaltungen erhöhten im Ergebnis den Bekanntheitsgrad und sicherten die ökonomische Eigenständigkeit des Vereins.                                               |
| seit 2004          | Erste soziale Projekte für benachteiligte Kinder und Erwachsene mit nachhaltigen Ergebnissen beginnen. |
| 2004               | Eine neue Zufahrtsstraße wurde mit hohem Engagement der Gemeinde Finowfurt angelegt. Gleichzeitig wurden im Rahmen eines Konver – Projektes der EU einige Shelter saniert. |
| seit 2004          | Die Betreiber gewinnen praktische Erfahrungen mit Museumsfachtagungen in Verbindung mit neuen Ausstellungen vor allem durch eine verstärkte Kooperation von Fach- und Amateurhistorikern und Zeitzeugen. Unter dem Dach des Museums wird eine erste Facharbeitsgruppe gegründet.                                                                         |
| 2005               | Begrüßung des Millionsten Besuchers des Museums seit seiner Gründung. |
| seit 2008          | Zwischen dem Luftfahrtmuseum und der Offiziershochschule der Luftlandetruppen in Rjasan südlich von Moskau kommt es zu stabilen Beziehungen mit dem Ergebnis gemeinsamer Projekte und Buchveröffentlichungen. |

## Großveranstaltungen
Die Verknüpfung von kulturell-musealer Arbeit mit Elementen des touristischen Engagements ist ein bewährtes Konzept insbesondere zur Erhaltung und Erweiterung privater Sammlungen und Museen. Die Leitung des Luftfahrtmuseums Finowfurt hat dies ebenfalls eingesetzt, um das Luftfahrtmuseum zu erhalten und zu erweitern. Zunächst mit kleineren Veranstaltungen für Firmen und Organisationen, später mit selbst entwickelten Themenveranstaltungen wurde schrittweise das Niveau erhöht und umfangreiche Erfahrungen als Veranstalter oder Gastgeber für Großveranstaltungen gesammelt. So fand 2007 und 2011 das Chaos Communication Camp mit etwa 3000 Teilnehmern auf dem Gelände statt. Heute sind Veranstaltungen wie das Ostfahrzeugtreffen, das Roadrunner’s Festival RACE61, das Museumsfest im Kulturleben der Region und auch weit darüber hinaus etabliert.

## Exponate
| - Antonow An-2 - Cessna 172 - Iljuschin Il-14 - Jakowlew Jak-28 - Aero L-29 - Mikojan-Gurewitsch MiG-15 UTI - Mikojan-Gurewitsch MiG-17 (LIM-5) - Mikojan-Gurewitsch MiG-21 F-13 - Mikojan-Gurewitsch MiG-21 SPS - Mikojan-Gurewitsch MiG-21 UM - Mikojan-Gurewitsch MiG-23 S - Mikojan-Gurewitsch MiG-23 BN - Mikojan-Gurewitsch MiG-23 UB - PZL M18 Dromader - Suchoi Su-22 - Tupolew Tu-134 - PZL-104 - Let Z-37 | - Aérospatiale Alouette II - Kamow Ka-26 - Mil Mi-2 - Mil Mi-8 - Kusnezow NK-8-4 - Solowjow D-30, 1. und 2. Serie - Solowjow D-30KP - Mikulin AM-38F - Schwezow ASch-62IR - Ljulka AL-21F-300 - Klimow TW2-117 - Klimow WK-1 | - Tumanski R-11 - Tumanski R-27 - Iwtschenko AI-20 - Iwtschenko AI-25TL - Motorlet M-701 - Motorlet M-462RF - Wedenejew M-14 - Avia M137 - Avia M337 - BMW 801 - Renault 6Q-10A - Wright R-2600 Cyclone 14 - Focke-Wulf Fw 190 A9 I./JG 11 - Focke-Wulf Fw 190 D9 - Jakowlew Jak-9D | - Schleudersitzsimulator MiG-21 PFM/SPS - Schleudersitzsimulator KM-1M - Flak 8,8 cm - Kfz-Technik der DDR - Transportbehälter für R-40 - Pilotenanzüge - Helme - Fla-Raketenattrappen - Automobile - Cockpits - Instrumentenbretter - Modelle verschiedener Flugzeuge und Hubschrauber |